# Je suis un évadé
Pour plus de détails, voir Fiche technique et Distribution.
Je suis un évadé (I Am a Fugitive from a Chain Gang) est un film américain réalisé par Mervyn LeRoy, sorti en 1932.

## Synopsis
Le sergent américain James Allen revient à la vie civile après la Première Guerre mondiale . Il a servi avec distinction, remportant une médaille des gouvernements alliés pour sa bravoure, mais son expérience de la guerre l'a rendu agité. Sa mère et son frère pasteur pensent qu'Allen devrait être reconnaissant pour un travail fastidieux de commis de bureau. Lorsqu'il annonce qu'il veut entrer dans la construction et améliorer la société en tant qu'ingénieur, son frère réagit avec indignation, mais sa mère accepte à regret ses ambitions. Il quitte la maison pour trouver du travail, mais la main-d'œuvre non qualifiée est abondante et il lui est difficile de trouver un emploi. Allen sombre lentement dans la pauvreté. Dans un État du Sud sans nom (les événements sur lesquels le film était basé se sont déroulés en Géorgie), Allen rend visite à un restaurant avec une connaissance, qui le force sous la menace d'une arme à participer à un vol. La police arrive et tire et tue son ami. Allen panique et tente de fuir mais est immédiatement rattrapé.
Allen est jugé et condamné à la prison avec travaux forcés . Il est rapidement exposé aux conditions brutales de la vie d'un gang à la chaîne . Le travail est angoissant et les gardes sont cruels et fouettent sadiquement les prisonniers pour de mauvaises performances. Allen se fait des amis parmi les membres du gang, notamment Bomber Wells, un meurtrier plus âgé et vétéran des gangs à la chaîne. Les deux conspirent pour organiser une évasion. Alors qu'il travaillait sur un chemin de fer, Allen reçoit l'aide de Sebastian T. Yale, un prisonnier noir puissamment bâti qui endommage les chaînes d'Allen en les martelant avec les chevilles d'Allen toujours à l'intérieur. Le lendemain, alors qu'il fait une pause aux toilettes, Allen se débarrasse de ses chaînes et court. Gardes armés et limiersdonner la chasse, mais Allen leur échappe en changeant de vêtements et en se cachant au fond d'une rivière. Il se rend dans une ville voisine, où l'un des amis de Bomber lui donne de l'argent pour un billet de train et une chambre pour la nuit.
Allen se rend à Chicago , où il obtient un emploi d'ouvrier manuel et utilise ses connaissances en ingénierie et en construction pour accéder à un poste important au sein d'une entreprise de construction. En cours de route, il devient amoureux de sa logeuse, Marie Woods. Allen se met à détester Marie, mais elle découvre son secret et le fait chanter obtenant  un mariage malheureux. Essayant d'oublier ses ennuis, il assiste à une fête de la haute société à l'invitation de ses supérieurs et rencontre et tombe amoureux d'une jeune femme nommée Helen. Marie le trahit aux autorités lorsqu'il demande le divorce. Allen décrit à la presse les conditions inhumaines des gangs de la chaîne et cela fait les gros titres des journaux . De nombreux citoyens ordinaires expriment leur dégoût pour les gangs de la chaîne et leur sympathie pour un homme réformé comme Allen, tandis que des éditoriaux écrits par des sudistes décrivent sa liberté continue comme une violation des « droits de l'État ». Le gouverneur de l'Illinoisrefuse de remettre Allen à la garde de l'État du Sud. Ses responsables proposent un marché à Allen : revenir volontairement et recevoir une grâce après 90 jours de travail de bureau facile. Allen accepte, seulement pour découvrir que les propositions étaient une ruse; il est envoyé dans un gang de chaînes, où il languit pendant une autre année après s'être vu refuser une grâce.
Réuni avec Bomber, Allen décide de s'échapper une fois de plus. Les deux volent un camion à benne chargé de dynamite sur un chantier. Alors qu'il se penchait hors de son siège pour narguer les gardes qui le poursuivaient, Bomber se fait tirer dessus. Il prend une partie de la dynamite, l'allume et la jette sur une voiture de police, provoquant un léger glissement de terrain. Peu de temps après, Bomber tombe du camion et meurt, obligeant Allen à arrêter le véhicule. Allen utilise alors plus de dynamite pour faire sauter un pont qu'il vient de traverser, lui permettant de s'échapper de près. Allen retourne vers le nord, échappant à une chasse à l'homme incessante. Des mois plus tard, il rend visite à Helen à Chicago pour lui souhaiter un au revoir permanent. En larmes, elle demande : « Tu ne peux pas me dire où tu vas ? Veux-tu écrire ? As-tu besoin d'argent ? Allen secoue la tête à plusieurs reprises en reculant. Finalement, Helen dit : « Mais tu dois, Jim. Comment vis-tu ? Le visage d'Allen est à peine visible dans l'obscurité environnante alors qu'il répond "Je vole", disparaissant dans l'obscurité.

## Fiche technique
- Titre : Je suis un évadé
- Titre original : I Am a Fugitive from a Chain Gang
- Réalisation : Mervyn LeRoy
- Scénario : Brown Holmes, Howard J. Green et Sheridan Gibney (non crédité) d'après le récit de Robert E. Burns (en)
- Production : Hal B. Wallis (non crédité)
- Société de production : Warner Bros. Pictures
- Musique : Bernhard Kaun et Leo F. Forbstein
- Photographie : Sol Polito
- Montage : William Holmes
- Direction artistique : Jack Okey
- Costumes : Orry-Kelly
- Pays de production :  États-Unis
- Langue : anglais
- Format : Noir et blanc - 1,37:1 - Mono (Vitaphone)
- Genre : drame
- Durée : 93 minutes
- Dates de sortie :
  - États-Unis : 11 novembre 1932 (première à New York), 19 novembre 1932 (sortie nationale)
  - France : 3 février 1933
- Affiches : Jacques Bonneaud, Joseph Koutachy (France)

## Distribution

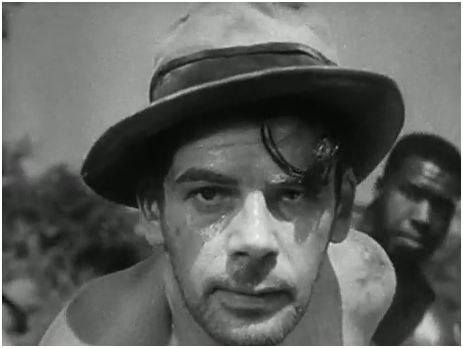
Paul Muni

- Paul Muni (VF : René Fleur) : James Allen
- Glenda Farrell : Marie
- Helen Vinson : Helen
- Noel Francis : Linda
- Preston Foster : Pete
- Allen Jenkins : Barney Sykes
- Berton Churchill : le juge
- Edward Ellis
- David Landau : le gardien
- Hale Hamilton : le révérend Allen
- Willard Robertson : le directeur de la prison
- Robert Warwick : Fuller
- Louise Carter : Mme Allen, la mère de James

Et, parmi les acteurs non crédités :
- Everett Brown : Sebastian T. Yale
- George Cooper : un vaudevillien
- Jack La Rue : Ackerman
- Charles Middleton : le conducteur de train
- Harry Woods : un gardien de prison
- John Wray : Nordine